# Maison La Vanaude
La maison La Vanaude est une maison de ville située en France sur le territoire de la commune d'Annonay, dans le département de l'Ardèche en région Rhône-Alpes.
Cet édifice fait l’objet d'une inscription au titre des monuments historiques depuis le 9 septembre 2009.

## Description
Maison de ville.
à visiter les lundis et vendredis

## Localisation
La maison est située au centre d'Annonay, avenue Marc-Seguin, dans le département de l'Ardèche.

## Historique
L'édifice construit en 1930, est inscrit au titre des monuments historiques en 2009.